# Archidiecezja Nidarosu
Archidiecezja Nidarosu (łac. Archidioecesis Nidrosiensis) – historyczna rzymskokatolicka archidiecezja w Norwegii ze stolicą w Trondheim. Do diecezji nawiązuje istniejąca obecnie prałatura terytorialna Trondheim.

## Historia
Diecezję ustanowiono w 1030. Była sufraganią arcybiskupstwa Bremy, a następnie podporządkowano ją archidiecezji Lund. W 1153 podniesiono ją do rangi archidiecezji metropolitalnej. Diecezja zanikła w 1537, kiedy to ostatni arcybiskup katolicki Olav Engelbrektsson zbiegł z Norwegii. Nidaros stało się wtedy stolicą diecezji luterańskiej.

## Metropolia Nidarosu
W 1153, kiedy to ustanowiono w Nidaros prowincję kościelną, archidiecezji podporządkowano następujące diecezje jako sufraganie:
| Diecezja   | Terytorium                                                          | Data ustanowienia |
| ---------- | ------------------------------------------------------------------- | ----------------- |
| Bergen     | Norwegia                                                            | 1070              |
| Oslo       | Norwegia                                                            | 1070              |
| Hamaru     | Norwegia                                                            | 1153              |
| Stavangeru | Norwegia                                                            | 1125              |
| farerska   | Wyspy Owcze                                                         | 1076              |
| Orkadów    | Orkady i Szetlandy                                                  | 1137              |
| Sodoru     | Wyspy Man, Arran, Bute, Hebrydy Zewnętrzne i większość Wewnętrznych | 1098              |
| Skálholtu  | południowa część Islandii                                           | 1056              |
| Hólaru     | północna część Islandii                                             | 1106              |
| Gardaru    | Grenlandia                                                          | 1123              |

W 1472, w związku z erygowaniem metropolii w St Andrews, z metropolii wyłączono diecezje Orkad i Sodoru.

Mapa metropolii Nidarosu w latach 1153-1387

## Biskupi diecezjalni

### Biskupi Nidarosu
- Jon Sigurd
- Grimketell
- Sigurd OSB
- Adalbrikt
- 1139: Simon
- 1140: Ivar Kalfsson
- 1140–1151: Reidar

### Arcybiskupi Nidarosu
- 1152/1153–1157: Jon Birgisson
- 1161–1188: św. Eystein Erlendsson
- 1189–1205: Eirik Ivarsson
- 1206–1214: Tore Gudmundsson
- 1215–1224: Guttorm
- 1225–1226: Peter Brynjulfsson
- 1227–1230: Tore den Trøndske
- 1231–1252: Sigurd Eindridesson Tafse
- 1253–1254: Sørle
- 1255–1263: Einar Smjørbak Gunnarsson
- 1263–1265: Einar
- 1267: Håkon
- 1268–1282: Jon Raude
- 1288–1309: Jørund
- 1311–1332: Eilif Arnesson Kortin
- 1333–1346: Paul Baardson
- 1346–1349: Arne Einarsson Vade
- 1350–1370: Olav
- 1371–1381: Trond Gardarsson
- 1382–1386: Nicolas Jacobsson Rusare
- 1387–1402: Vinald Henriksson
- 1404–1428: Eskill
- 1430–1450: Aslak Bolt
- 1452–1458: Henrik Kalteisen OP
- 1459–1474: Olav Trondsson
- 1475–1510: Gaute Ivarsson
- 1510–1522: Erik Valkendorf
- 1523–1537: Olav Engelbrektsson